# Ночка (Омская область)
Но́чка — деревня в Исилькульском районе Омской области. Входит в состав Украинского сельского поселения.

## История
Основана в 1895 году. В 1928 году состояло из 145 хозяйств, основное население — русские. В административном отношении село являлось центром Ночного сельсовета Исилькульского района Омского округа Сибирского края.

## Население
| 1926 | 2002 | 2010 |
| ---- | ---- | ---- |
| 789  | ↘297 | ↘262 |

## Улицы
- ул. Заозёрная,
- ул. Ленина,
- ул. Лесная,
- ул. Центральная.